# Aladár Kovácsi
Aladár Kovácsi (Budapest, 11 de diciembre de 1932 – Budapest, 8 de abril de 2010) fue un pentatleta olímpico húngaro, que se colgó el oro en los Juegos Olímpicos de Helsinki en la categoría de equipos junto a Gábor Benedek y István Szondy, mientras que en la competición individual de esos mismos Juegos acabó decimosegundo.
En su palmarés también destacan una medalla de oro, una de plata y una de bronce en los Campeonatos Mundiales de Pentatlón Moderno y dos campeonatos nacionales.